# Erich Huster
Erich Huster (* 26. September 1910; † 20. November 1984) war ein deutscher Physiker und Hochschullehrer. Er engagierte sich in der Antiatombewegung und in der Grünen Aktion Zukunft (GAZ).

## Leben
Erich Huster studierte Physik und wurde 1938 an der Universität Marburg mit einer Arbeit Über die Lösungen von Natrium in flüssigem Ammoniak: Magnetismus; thermische Ausdehnung; Zustand des gelösten Natriums promoviert.
Huster war von 1959 bis 1978 Direktor des Instituts für Kernphysik der Universität Münster und amtierte dort 1962/1963 als Dekan der Mathematisch-Naturwissenschaftlichen Fakultät.

## Politik
Huster kritisierte die deutsche Kernenergiepolitik in Offenen Briefen an die Bundespräsidenten Walter Scheel und Karl Carstens. Er war stellvertretender Vorsitzender der Grünen Aktion Zukunft.